# Íhor Kostenko
Íhor Íhorovych Kostenko (en ucraniano: Ігор Ігорович Костенко, Zubrets, Raión de Búchach, 31 de diciembre de 1991-20 de febrero de 2014) fue un periodista, activista estudiantil y wikipedista que murió durante el Euromaidán.

## Biografía
Kostenko fue criado por sus abuelos, ya que sus padres trabajaban principalmente en San Petersburgo. De niño, estudió en San Josaphat, una escuela católica ucraniana en Búchach. Tenía una hermana, Inna.
Kostenko recibió su título de bachiller en 2013 y se graduó como geógrafo en la Universidad de Leópolis. Su tesis consistió en el desarrollo de la industria de turismo en Buchach. También trabajó como periodista para la edición en línea del sitio web de deportes Sportanalitika (Analíticas Deportes).
Era un contribuidor regular en la Wikipedia en ucraniano bajo el nombre de usuario Ig2000, creando más de 280 artículos sobre aviación, economía, fútbol y otros artículos. El artículo de Kostenko sobre el destructor soviético Nezamozhnik fue reconocido con el estatus de Artículo Bueno.

## Fallecimiento

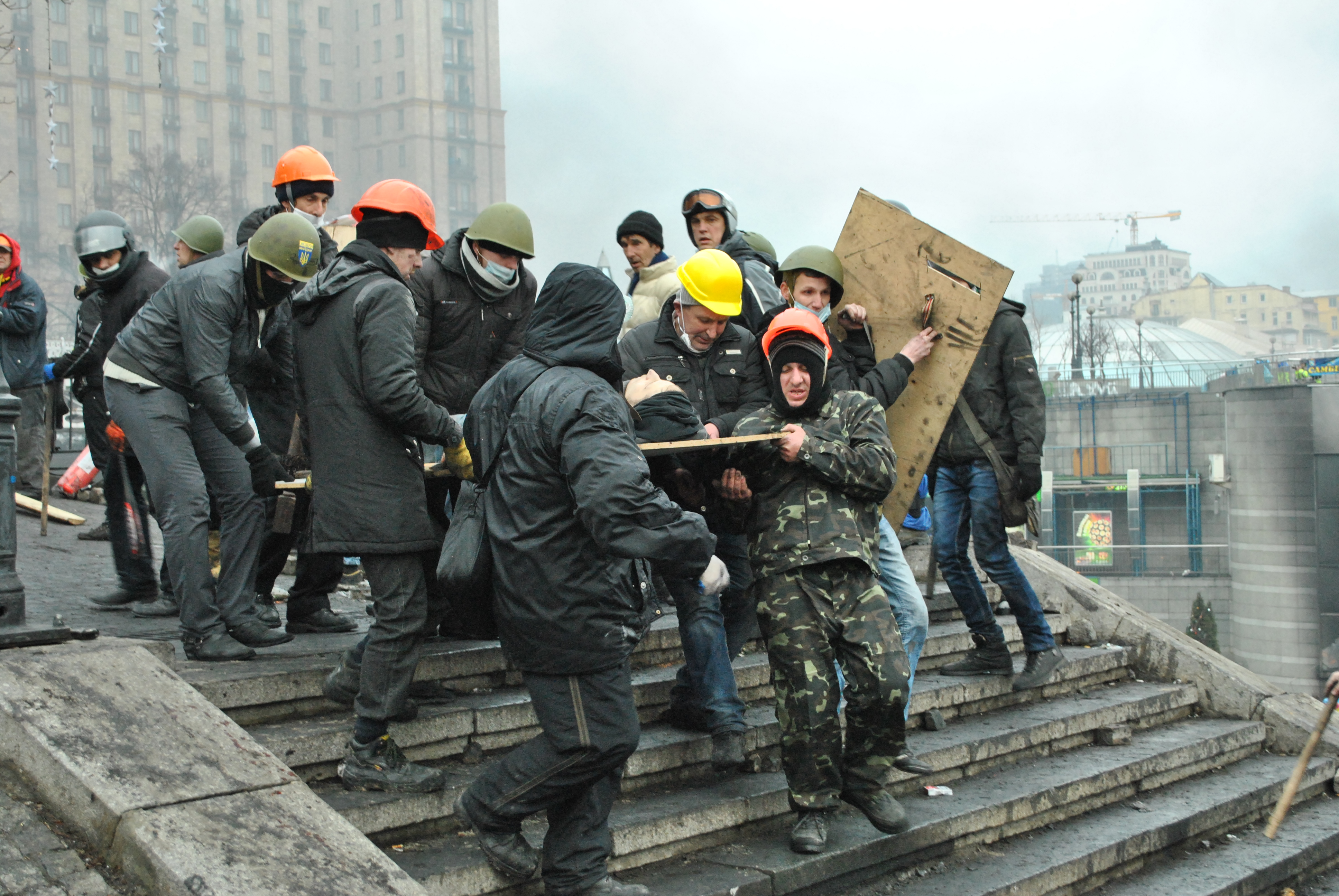
Kostenko siendo trasladado el 20 de febrero.

El 18 de febrero de 2014 Kostenko viajó a Kiev para tomar parte en las protestas del Euromaidán, el movimiento pro occidental que empezó después de que Ucrania se rehusara a ratificar su decisión de unirse a la Unión Europea. Se unió con otros amigos de Leópolis para construir barricadas para proteger a los protestantes. El enfrentamiento entre policías y manifestantes empeoró en horas de la noche del 19 de febrero y francotiradores empezaron a abrir fuego contra manifestantes.
El 20 de febrero el cuerpo de Kostenko fue encontrado en la calle cerca del Palacio de Octubre. Tenía disparos en la cabeza y el corazón, además de múltiples fracturas en las piernas..
El día después de su muerte, Yuri Muryn, un amigo de Kostenko, recordó su última comunicación con Kostenko: "Me llamó ayer y no escuché que repicara. Lo llamé de vuelta hoy y no atendía. No podía entenderlo. (...) Durante los primeros disturbios en Hrushevskoho me envió el número de su novia diciendo 'Dile que la amo si pasa algo'. Pensé que estaba bromeando, pero cuando los disturbios empezaron de nuevo me pregunto: "¿Te recuerdas de mi petición?".
El 22 de febrero una procesión de cientos de personas siguió su coche fúnebre, llevando a Kostenko de Kiev hasta Leópolis para su funeral. Más de 500 personas realizaron una vigilia con velas en Ternopil. Kostenko y otras seis víctimas del Euromaidán también fueron veladas el 23 de febrero en la Natividad de la Santísima Virgen María en Leópolis.

## Legado

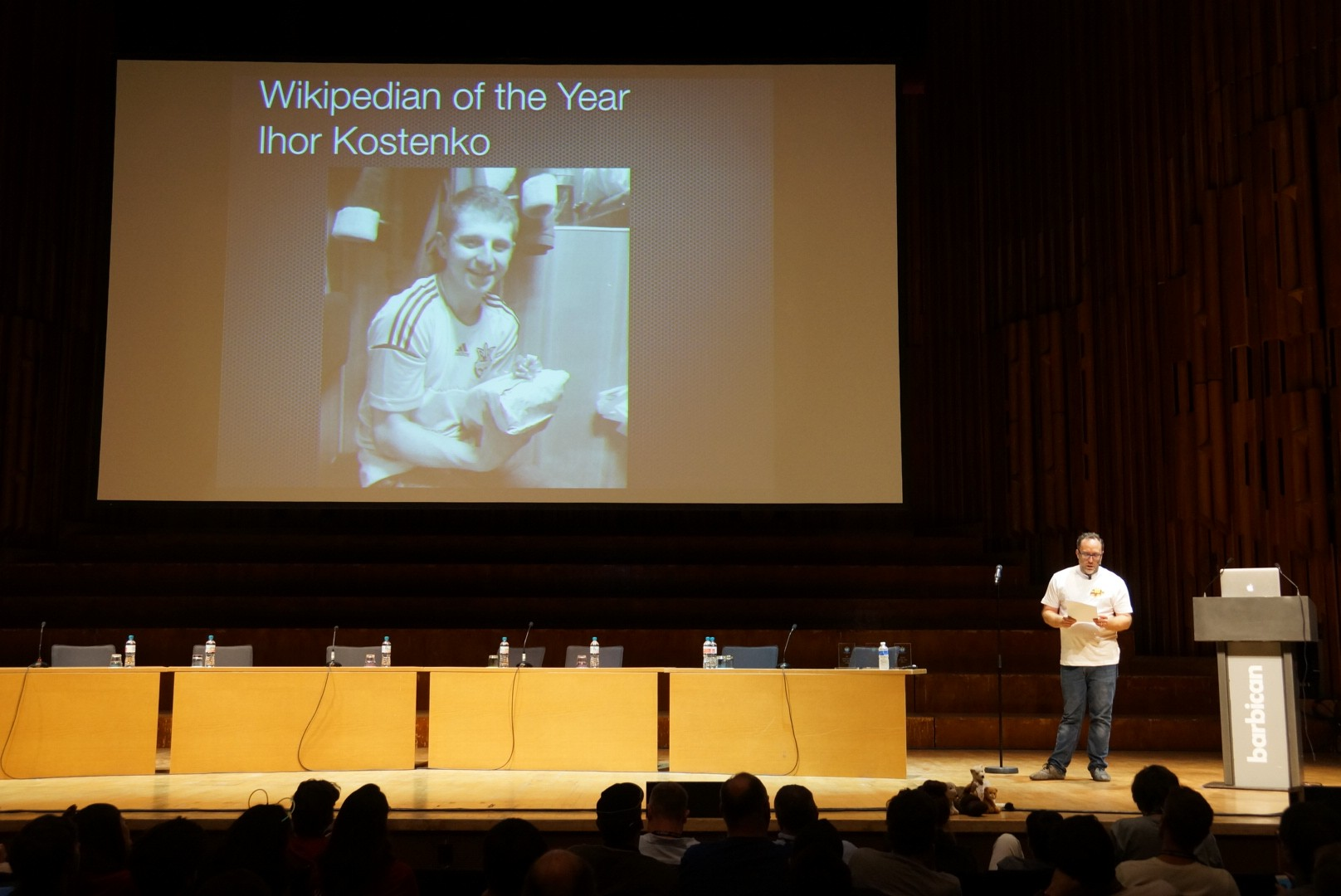
Jimmy Wales anuncia a Kostenko como Wikipedista del Año en Wikimania.

El 21 de noviembre de 2014, junto con las demás personas fallecidas durante el Euromaidán, Kostenko fue condecorado póstumamente como Héroe de Ucrania, la condecoración nacional más alta que un civil ucraniano puede recibir.
Kostenko también fue nombrado Wikipedista del Año en 2014. El fundador de Wikipedia, Jimmy Wales, hizo el anuncio de su nombramiento durante la conferencia en agosto de Wikimanía 2014 en Londres. Wales le presentó el premio a la hermana de Kostenko, Inna, en septiembre en Kiev.
La revista del Ministerio de Educación y Ciencia de Ucrania nombró a Kostenko póstumamente como "Estudiante del Año". El auditorio de la Universidad de Leópolis fue renombrada como "Auditorio Conmemorativo Ihor Kostenko" en su honor. Una placa adicional fue instalada en su escuela, San Josaphat Buchatski.